# Kền kền Ai Cập
Kền kền Ai Cập (danh pháp hai phần: Neophron percnopterus) hay còn gọi là Kền kền ăn xác thối là một loài kền kền nhỏ thuộc nhóm kền kền Cựu thế giới, được tìm thấy từ miền bắc châu Phi cho đến miền tây nam châu Á. Nó là thành viên duy nhất của chi Neophron trong họ Accipitridae..
Kền kền Ai Cập là một loài chuyên ăn xác thối, nhưng thỉnh thoảng chúng cũng bắt các loại thú nhỏ và các loại trứng.

## Miêu tả
Bộ lông của con trưởng thành có hai màu đen và trắng. Lớp da ở vùng mặt có màu vàng (biến thành màu cam trong thời kỳ làm tổ) và không có lông. Đuôi có hình dạng của viên kim cương nên rất dễ phân biệt khi đang bay. Chim non có màu nâu đậm và từ từ nhạt dần khi được 5 tuổi.
Kền kền Ai Cập trưởng thành thường có chiều dài 85 cm từ mỏ đến đuôi và 1.7m giữa đôi cánh. Chúng cân nặng khoảng 2.1 kg. Chúng còn được biết đến như là gà Pharaoh vì chúng trông giống như con gà với những vảy mốc.

## Sự phân bố
Kền kền Ai Cập được phân bố rộng rãi và chúng có thể được tìm thấy tại phía Nam Âu châu, Bắc Phi châu, Tây và Nam Á châu. Chúng là loài chim di cư tùy theo điều kiện khí hậu. Nếu Kền kền Ai Cập có thể chịu đựng được khí hậu mùa Đông, thông thường thì chúng sẽ không di cư.

## Giai đoạn làm tổ
Kền kền Ai Cập đạt đến tuổi trưởng thành giới tính lúc 5 tuổi và sinh sản giống như đa số các loài chim săn mồi khác. Tổ của chúng được xây ở vách đá, mỏm núi hoặc những vách đá cheo leo khó đến gần. Cả hai loài trống và mái đều tham gia xây tổ. Chúng xây tổ bằng cành cây, rác rưởi và thức ăn thừa của chúng (như là xương của các loài thú nhỏ, mai rùa,...). Chúng tha vật liệu làm tổ bằng mỏ của chúng, không giống các loài chim săn mồi khác thường sử dụng móng vuốt. Tổ của chúng được tiếp tục củng cố trong suốt thời gian xây tổ và sinh sản. Chim mái đẻ hai trứng màu trắng với đốm màu nâu cách nhau vài ngày (trọng lượng 94 grams, dài 65mm và rộng 55mm). Thời kỳ sinh sản thường từ cuối tháng Ba đến cuối tháng Tư.

## Thức ăn
Thức ăn chính của kền kền Ai Cập là xác thối. Vì vóc dáng nhỏ bé nên chúng phải chờ đợi ăn thừa của các loài thú săn mồi khác to lớn hơn (như loài kền kền Gyps và loài linh cẩu). Đầu và mỏ của chúng rất thích hợp trong trường hợp này. Cũng giống như các loài kền kền khác, phần da trọc ngăn ngừa thức ăn thừa bám dính vào. (Chúng sẽ không cất cánh bay được nếu thức ăn thừa bám vào lông của chúng). Với chiếc mỏ dài và dẹp, kền kền Ai Cập có thể xé nhỏ những mảng thịt thức ăn còn thừa lại của các loài thú săn mồi lớn hơn, hoặc có thể rỉa những khe hở giữa các đốt xương mà các loài kền kền mỏ to không với được.
Thỉnh thoảng kền kền Ai Cập cũng săn bắt những loài động vật nhỏ bé chậm chạp và các loài bò sát, đặc biệt là loài rùa. Chúng thường cắp con rùa lên cao rồi thả xuống nơi có nhiều đá để mai rùa vỡ ra từng mảnh. Cũng giống như quạ và một vài loài chim khác, kền kền Ai Cập là một trong các loài có thể sử dụng công cụ. Chúng thường đập vỡ trứng đà điểu bằng cách dùng mỏ cắp hòn đá nhỏ và đập vào trứng bằng một cú lúc lắc đầu và cổ thật mạnh.

## Hình ảnh

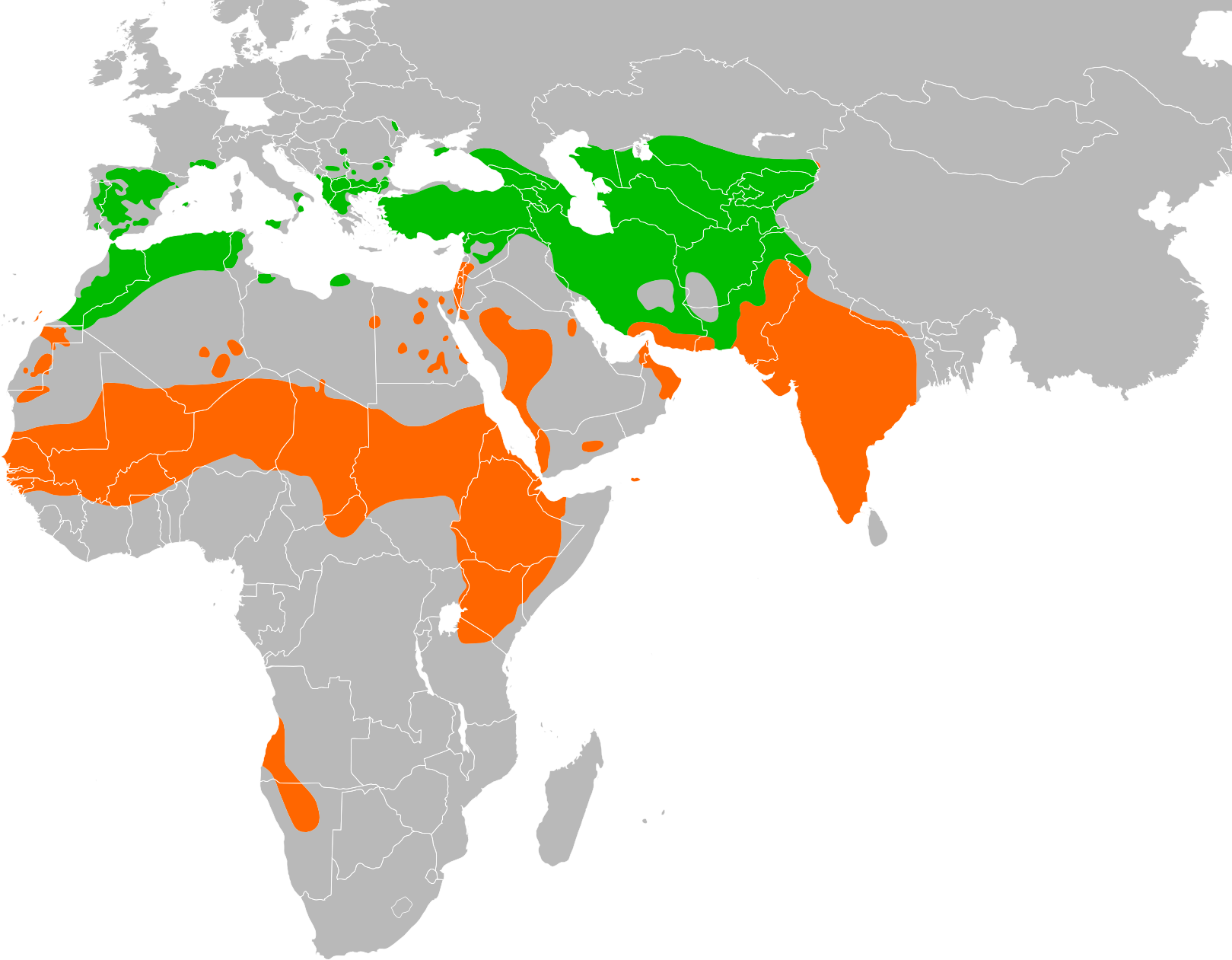
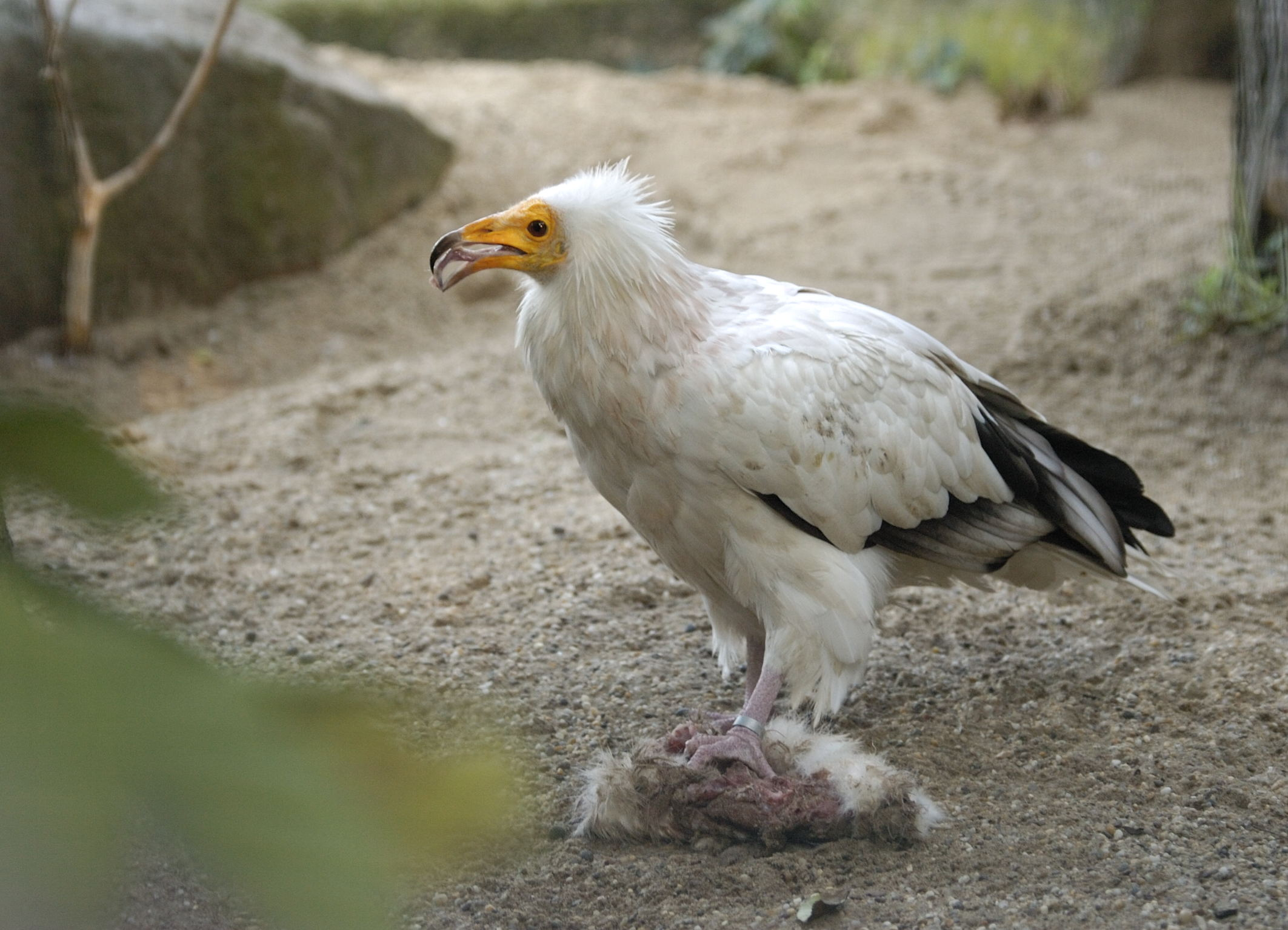
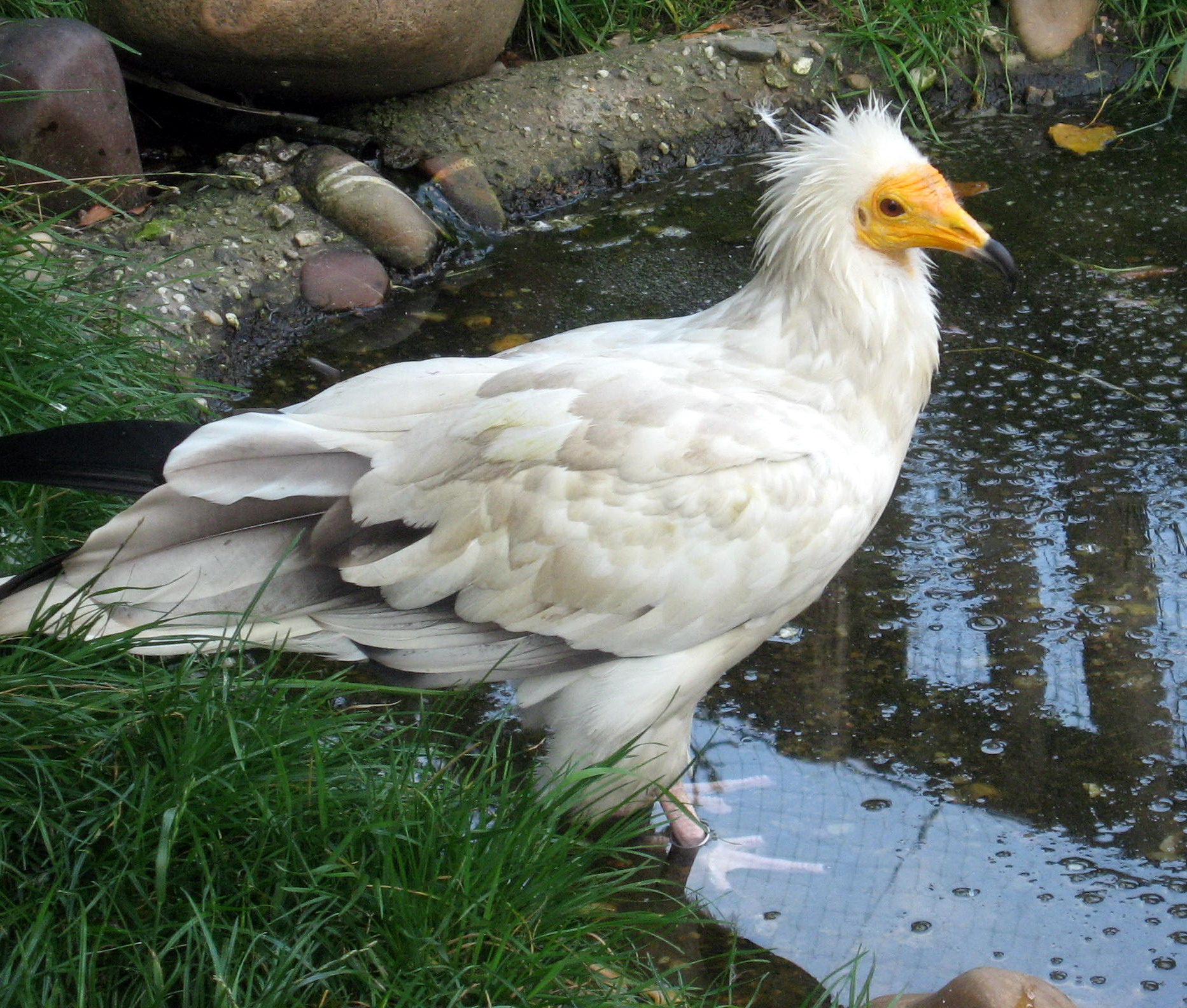
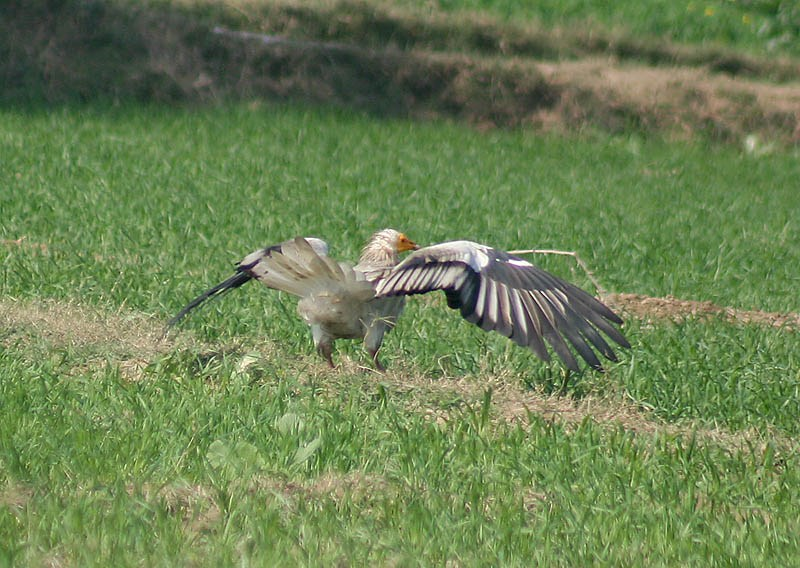
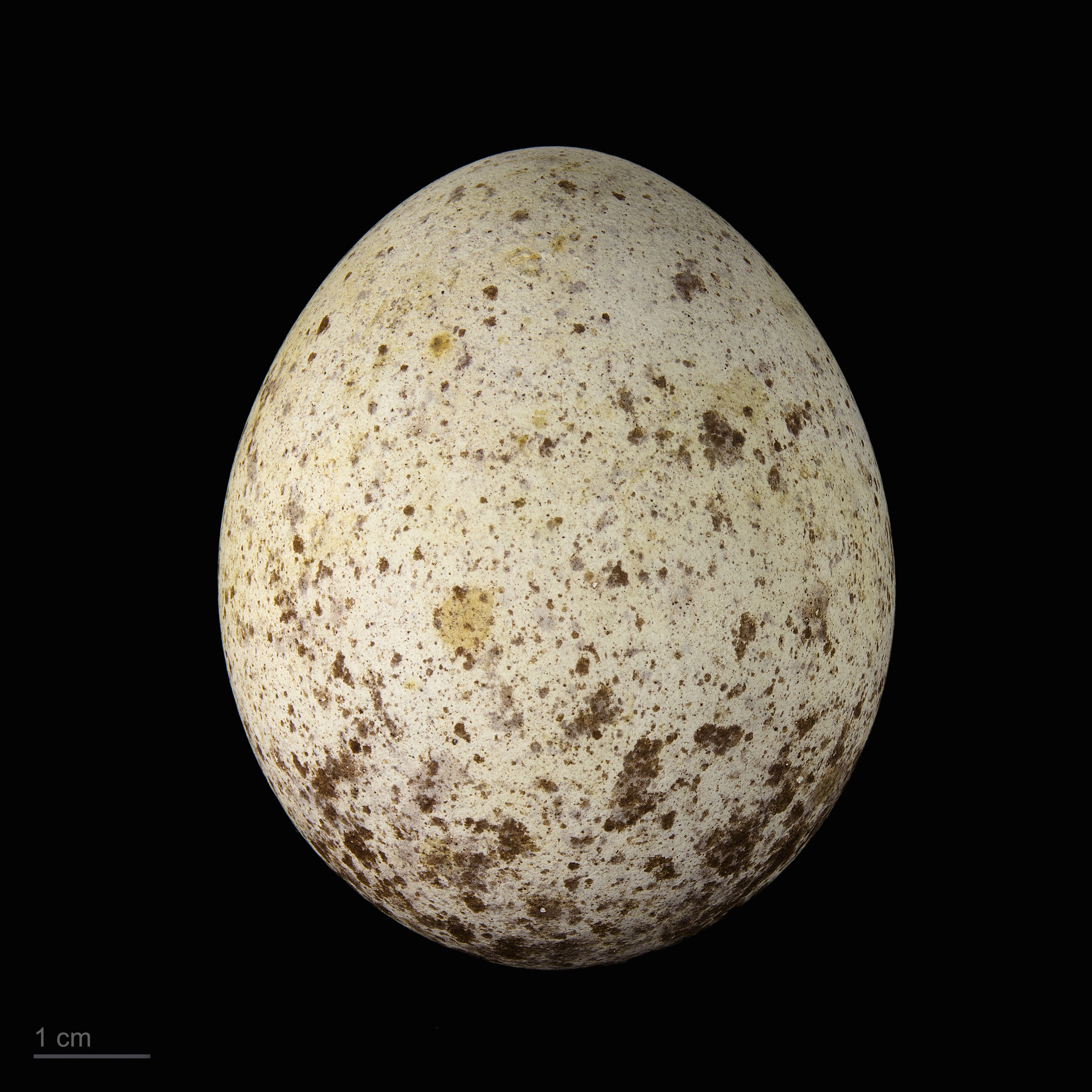
Museum specimen